# 里奇菲爾德斯普林斯 (紐約州)
里奇菲爾德斯普林斯（英語：Richfield Springs）是位於美國紐約州奧齊戈縣的村。

## 人口
根據2020年美國人口普查的數據，里奇菲爾德斯普林斯的面積為2.61平方千米，皆為陸地。當地共有人口1050人，而人口密度為每平方千米402人。